# Adolf Tobler
Adolf Tobler, född den 24 maj 1835 i kantonen Zürich, död den 18 mars 1910 i Berlin, var en schweizisk filolog, son till Salomon Tobler, bror till Ludwig Tobler.
Tobler verkade sedan 1867 oavbrutet till sin död på den då nystiftade professuren i romanska språk vid Berlins universitet. Lärjunge av Diez, fortsatte han verksamt och med stor framgång dennes arbete, dels genom sin undervisning, dels genom sina skrifter, som omfattar texteditioner, recensioner och ett stort antal smärre uppsatser, av vilka de i fransk historisk syntax under titeln Vermischte Beiträge finns särskilt utgivna i fem serier (1836-1912). De är rika på för sin tid nya synpunkter och skarpsinniga, noggrant utredda iakttagelser, likaså hans skrift Vom französischen Versbau (1880; 4:e upplagan 1903). Hans största vetenskapliga kvarlåtenskap utgörs av en under flera årtionden omsorgsfullt och outtröttligt förberedd fornfransk ordbok. De väl ordnade och mycket fullständiga samlingarna till den övertogs av vetenskapsakademien i Berlin, som uppdrog åt Erhard Lommatzsch att göra dem tryckfärdiga; utgivningen började 1915. I Berlinakademien invaldes Tobler 1882. Han var ledamot av Académie des inscriptions och av Vetenskaps- och vitterhetssamhället i Göteborg med flera lärda samfund. 